# Лесото
Лесото (енгл. Lesotho, сот. Lesotho; понегде и Басуто), или званично Краљевина Лесото (енгл. Kingdom of Lesotho, сот. Muso oa Lesotho), је држава на југу афричког континента. Лесото нема излаз на море и потпуно је окружена територијом Јужноафричке Републике. Лесото је такође и држава чланица Комонвелта.
Лесото је претходно био Британска крунска колонија Басутоланд, али је независност од Велике Британије прогласио 4. октобра 1966. Сада је потпуно суверена држава која је члан Уједињених нација, Комонвелта нација и Јужноафричке развојне заједнице (SADC).
Лесото никад у својој историји није политички припадао Јужноафричкој Републици. Преведено са сесото језика, Лесото значи Држава људи који говоре сото језик, где се мисли на јужни сото језик. Земља се налази између 29 и 30 степена јужне географске ширине и 28 и 30 степена источне географске дужине. Због свог посебног географског положаја и велике надморске висине, Лесото се често назива и Краљевина на небу (енгл. Kingdom in the Sky)

## Историја
Од 1868. до 1966. подручје Лесота, тада званог Басутоланд, било је британски протекторат издвојен од околне територије Јужноафричке Републике. После стицања независности поновно је успостављена традиционална монархија. Након дуге једнопартијске, а затим и војне владавине први слободни избори одржани су 1993. У деведесетима се економска ситуација у земљи погоршала, па су протести након избора 1998. прерасли у широке немире праћене пљачком и уништавањем пословне четврти главног града, који су заустављени тек интервенцијом снага ЈАР и Боцване. Од тада се стање у земљи смирило, а економски опоравак убрзан је након стицања трговинских погодности САД намењених сиромашним афричким земљама.

### Владавина краља Мошоше
Почетком 19. века, велики краљ Зулуа, Шака, је све више повећавао своје краљевство. Ширењем своје власти, под удар је дошло и подручје које су насељавала Басото племена. Стални напади Зулуа, пљачке и терор који су спроводили над племенима Басото, довело је локално становништво на руб глади, до те мере да је становништво у неким подручјима Лесота почело показивати знакове канибализма.
У жестоким сукобима, народ Басото, уједињен од 1820. године под поглавицом Мошошеом I, успешно се одбранио од напада Зулуа. Мошоше је наредио изградњу два утврђења у Бута-Бута и Таба Босиу, где су се склониле бројне басотске избеглице за време сукоба. Путем веште политике, он напокон успева да значајно проширити свој утицај, чиме је осигурао подршку околних племена. Од тог времена често је познат и као Мошоше Велики, а често га сматрају и оснивачем басотске нације.
Од 1830. године, у подручје Лесота све више продиру Бури, у потрази за новим простором за насељавање и колонизацију. Као последица све већих напетости између Холанђана и Британаца у Јужној Африци, све бројније групе тзв. Вортрекера (хол. Voor - пре и trekker - путовати, мигрирати) односно пионира почеле су се селити према северу, нарочито у периоду између 1836 и 1838. године, када долази и до сукоба између Европљана и војске краља Мошоше. Пошто су војници тада новоформиране Орањске државе почели да нападају басотска насеља, краљ тражи заштиту од Британаца. Уследило је склапање споразума о заштити између британске колоније Кејп и Басота, али је исти недуго затим раскинут 1865. године, да би се смириле размирице са Бурском републиком.
Након једне офанзиве бурске војске 1865 године, краљевство Мошоша се морало предати, те су уступили Бурима велико и плодно подручје. Пре коначног пада краљевства, краљу је успело да наговори Британце да 1868. године успоставе протекторат на преосталој територији којом је владао, под именом Басутоланд. Вештом дипломатијом, Мошоше успева да сачува одређени вид аутономије свог краљевства. Годину дана након његове смрти, 1870. године, аутономија ипак бива укинута, а Басутоланд је припојен осталом делу јужноафричке колоније.

## Географија

### Положај
Краљевина Лесото спада у најмање државе у Африци (42. по величини) и са површином од 30.355 km² је отприлике велика као Белгија. Нема излаз на море. Са својим јединим суседом, Јужном Африком, граничи се у дужини од 909 km. На западу и северу граничи се са јужноафричком провинцијом Фри Стејт, на истоку Квазулу-Натал, а на југу са провинцијом Источни Кејп. Лесото је једна од три државе свијета која је окружена са само једном државом (остале двије су Ватикан и Сан Марино).

### Геологија и рељеф
Западни део Лесота се налази на једној висоравни, такозваној Хајвелду (која се због специфичне топографије земље назива још и Лоулендс (низија)), где се налази највећи део становништва земље. Надморска висина висоравни Лоулендс износи између 1400 и 1700 m. У њој се налазе бројна корита река и долине.
Источни дио земље (Хајлендс) се налази делимично на надморској висини преко 2000 m, а преовладавају базалтне стене, због вулканских ерупција у давној прошлости од преко 150 милиона година. Планине су испресецане дубоким речним долинама. Највиши врх земље, а уједно и највиши у регији јужне Африке је Табана Нтленyана, са висином од 3482 m.
Најнижа тачка Лесота се налази на ушћу реке Махаленг у Орање (у Лесоту звана Сенку), на надморској висини од 1400 m. Лесото је једина независна држава на свету чија се целокупна територија налази изнад 1000 m надморске висине. Поред тога, око 80% територије лежи преко 1800 m.

### Воде
У Лесоту извиру двије најзначајније јужноафричке реке: Орање и Каледон, које су дуж свог тока направиле дубоке кањоне и долине. Због тврдоће базалтних стена, бројни су и водопади у подручјима планинског масива Малоти, међу којима је Малетсунјане у близини Семонконга, са 192 метра највиши непрекидни водопад у јужној Африци. Земљиште висоравни на прелазу у Лоулендс на западу састоји се из меких песковитих стена. Због тога, али и због пренасељености овог подручја, те прекомерног искориштавања (само је 11% површине земље пољопривредно искористиво), ово подручје је снажно погођено ерозијом.
Природни ресурси земље су вода, као и дијаманти и неки други минерали. Богате резерве воде, са процењеним дневним количинама од око 7.280 милиона литара, се користе за огромне пројекте наводњавања и производње електричне енергије.

### Клима
Клима зависи од надморске висине (суптропска и умерена). Рељеф је планински, велика надморска висина. Највиши врх 3.490 m. За државу велика температурна колебања. Јулска температура око 5-14 °C и јануарска 16-28 °C.

## Привреда
Привреда Лесота увелико зависи од суседне Јужноафричке Републике, где је запослен велики део мушкараца. Значај индустрије у привреди расте, а пољопривредна производња пада.
БДП за 2013. процењен је на 2.244 УСД по становнику, мерено по ППП-у.

## Становништво
Преваленција инфекције вирусом ХИВ је међу највишима у свету; вирусом је заражено око 29% становништва.

## Влада
Устав Лесота је усвојен 2. априла 1993. године. Он је дефинисао државу као уставну монархију, са дводомним парламентом. На изборима за парламент могу гласати сви грађани старији од 18 година. Такође утврђена је и подела власти, а судство је независно. Уставом су гарантована и основна људска права, право на говор, штампу, слободу окупљања, вјерске слободе, право на приватност и заштита приватне имовине.

### Извршна власт
Премијер Лесота, тренутно Том Табане, је председник владе и кабинета и има извршну власт у земљи. Премијер се не бира директно на изборима. По одредбама устава, председник победничке странке на изборима аутоматски добија место премијера. У периоду од 1986. до 1993. дужност премијера је обављао председавајући војног савјета, док је војна влада била на власти.
Краљ Лесота, тренутно Летси III од 7. фебруара 1996, има само одређене представничке овласти, а уставом му је забрањена свака активна улога у политичким дешавањима. Монархија је наследна, али је могуће да савет племенских вођа по традиционалним законима утврди ко ће наследити умрлог монарха, али га може и превремено свргнути.

### Законодавна власт
Законодавну власт у Лесоту има парламент, који је подељен у два дома. Као горњи дом делује Сенат, док је доњи дом Народна скупштина. Сенат се састоји од 33 члана, од којих су 22 племенске вође у земљи. Већина чланова Сената су потомци краља Мошешое I и своје место у Сенату наслеђују. Осталих 11 чланова именује краљ, по предлогу владе. Тренутни председник Сената је Семпе Лејаха. Главни задатак Сената је провера и ревизија предлога закона које предлаже Народна скупштина, али и он може предлагати законе.
Националну скупштину, као доњи дом парламента, бира народ на општим, слободним, тајним изборима. Мандат чланова скупштине траје пет година. Тренутно има 120 чланова скупштине, од којих се 80 бира путем већинских гласова, а 40 путем пропорционалних гласова. Председник националне скупштине је Нтлхој Мотсамај.

### Судска власт
Судски систем у Лесоту се заснива, као и у ЈАР, на мешовитој форми између англоамеричког система обичајног права (енглеско право) и римско-холандског права, који има корјене у римском праву. Уставом је загарантована независност судства и одвајање од политике. Највиша судска инстанца у земљи је Врховни суд, чијег предсједника предлаже краљ. Врховном суду су потчињени локални судови, углавном у градовима, те традиционални судови, који највећим делом постоје у сеоским срединама.